# Wassili Kalafati
Vassili Pavlovich Kalafati (Yevpatoria (Crimea, Ucraïna), 29 de gener, 1869 - Prop de Sant Petersburg, 20 de març, 1942 {nota, 1.}), va ser un compositor i professor de música rus.

## Biografia
Kalafati provenia d'una família d'immigrants grecs i va ser alumne de Nikolai Rimski-Kórsakov al Conservatori de Sant Petersburg. De 1907 a 1929 (a partir de 1923 com a professor) hi va ensenyar composició i teoria musical. Entre els seus estudiants hi havia Aleksandr Skriabin, Igor Stravinski i Heino Eller.
Va compondre, entre altres coses, una òpera (Cygany llibret de Aleksandr Puixkin), una simfonia en la menor, el poema simfònic Llegenda (amb el qual va guanyar un premi al Concurs Internacional Schubert el 1928), una obertura i una polonesa per a orquestra, cambra. obres musicals, peces per a piano i cançons. Basat estilísticament en el seu mestre Rimsky-Korsakov, la seva obra compositiva va passar en gran part desapercebuda; però va ser un dels professors de composició russa més importants del seu temps.
Kalafati va ser víctima del setge alemany del llavors Leningrad.